# 산네스 울프
산네스 울프(Sandnes Ulf)는 노르웨이에 위치한 산네스를 연고로 하는 축구팀이다. 이 팀은 1911년에 창단하였다.

## 선수 명단

### 현역
참고: FIFA 자격 규정에 따라 소속된 국가대표팀 국기를 표시합니다. 선수는 복수의 FIFA 비회원국 국적을 가지고 있을 수 있습니다.
| 번호 | 포지션 | 국적      | 이름                  |
| ---- | ------ | --------- | --------------------- |
| 5    | MF     | 페로 제도 | 굴브란두르 외레가르드 |

| 번호 | 포지션 | 국적 | 이름 |
| ---- | ------ | ---- | ---- |